# Erfahrungswerte
Erfahrungswerte (Originaltitel: Learning Curve) ist die 16. Episode der ersten Staffel der US-amerikanischen Science-Fiction-Fernsehserie Star Trek: Raumschiff Voyager. Sie wurde in englischer Sprache erstmals am 22. Mai 1995 auf UPN ausgestrahlt. In Deutschland war sie zum ersten Mal am 27. September 1996 in einer synchronisierten Fassung bei Sat.1 zu sehen.

## Handlung
Im Jahr 2371 bei Sternzeit 48846.5 kommt es auf der Voyager zu einer Reihe kleinerer Störungen. Sicherheitschef Tuvok findet heraus, dass Crewman Dalby hierfür verantwortlich ist, der ein defektes bioneurales Gelpack ausgetauscht hat, ohne sich an das dafür vorgesehene Protokoll zu halten. Dalby ist ein ehemaliges Maquis-Mitglied. Er ist es von seinem früheren Schiff gewohnt, dass man Fehler sofort behebt, sobald man sie bemerkt. Auf Tuvoks Zurechtweisung reagiert er extrem schroff. Als Tuvok diesen Vorfall gegenüber Captain Kathryn Janeway zur Sprache bringt, wird ihr klar, dass die Integration der Maquis-Mitglieder in die Sternenflottenbesatzung der Voyager nicht so reibungslos erfolgt ist, wie erhofft. Da Tuvok früher Ausbilder an der Akademie war, bittet Janeway ihn, mit den problematischsten Maquis-Mitgliedern eine Schulung durchzuführen, damit sie den tieferen Sinn hinter den Sternenflottenprotokollen verstehen und ihre vorgesetzten Offiziere respektieren.
In einem Frachtraum versammelt Tuvok den aggressiven Dalby sowie die ebenfalls unangepasste Henley, den schwatzhaften und unzuverlässigen Chell und den äußerst introvertierten Gerron. Keiner von ihnen nimmt Tuvoks Beschreibung der Zielsetzung dieser Schulung besonders ernst und Dalby überredet die anderen schließlich, einfach wieder zu gehen. Sie gehen ins Casino und diskutieren die möglichen Konsequenzen ihrer Insubordination. Sie sind zuversichtlich, dass ihnen nichts geschehen kann, da man sie nicht einfach vom Schiff werden und auch nicht für die gesamte Heimreise der Voyager einsperren kann. Ihr früherer Kommandant Chakotay, jetzt der erste Offizier der Voyager, gesellt sich zu ihnen. Da Dalby die Dinge gern auf die Maquis-Art regelt, schlägt ihn Chakotay völlig überraschend zu Boden. Er erinnert ihn daran, dass auch das die Maquis-Art ist, und verlangt, dass er sich bei Tuvok meldet. Dalby und die anderen folgen schließlich seiner Anweisung. Währenddessen fallen weitere Gelpacks aus. Der Doktor stellt fest, dass die fehlerhaften Gelpacks mit irgendetwas infiziert sind.
Tuvoks erste Übung besteht darin, Dalby und die anderen durch die Jefferies-Röhren der Voyager klettern zu lassen und sie anschließend einen 10-Kilometer-Lauf absolvieren zu lassen. Sie sind danach völlig am Ende und erst dann enthüllt Tuvok, dass er als zusätzliche Schwierigkeit die künstliche Schwerkraft um zehn Prozent erhöht hat. Als Nächstes simuliert er auf dem Holodeck eine Kampfsituation. Die Voyager soll einem Notruf nachkommen und wird dabei von einem romulanischen Kriegsschiff angegriffen. Dalby und die anderen wehren sich, so gut sie können, doch am Ende wird die Voyager zerstört. Tuvok klärt sie darüber auf, dass sie versagt haben, weil sie keinen Rückzug in Betracht gezogen haben. Statt aber aus diesem Fehler zu lernen, reagiert Dalby wieder verärgert. Er meint, Tuvok habe ihnen erneut gezeigt, dass sie nicht gut genug für die Sternenflotte sind. Demoralisiert verlassen er und die anderen das Holodeck.
Im Casino sinnt Tuvok darüber nach, warum seine Lehrmethoden bisher keinen Erfolg gezeigt haben. Der Schiffskoch Neelix gibt ihm den Rat, etwas flexibler zu sein und mehr Verständnis für die Sichtweise seiner Schüler zu zeigen. Während ihres Gesprächs bemerkt Tuvok in der Küche eine Platte mit Brill-Käse aus Neelix’ eigener Herstellung. Da Bakterien nötig sind, um Käse herzustellen, glaubt er, die mögliche Quelle für die Infektion der Gelpacks gefunden zu haben. Auf der Krankenstation findet der Doktor heraus, dass die Bakterien im Käse winzige Viren in sich tragen, die sich über das Belüftungssystem im ganzen Schiff verteilt und die Gelpacks infiziert haben. Die Infektion breitet sich immer weiter aus und je mehr Gelpacks ausfallen, desto mehr Fehlfunktionen treten auf.
Tuvok will Neelix’ Rat beherzigen und Dalby besser kennenlernen. Er lädt ihn daher zu einem Billardspiel ein. Dalby erzählt ihm recht kurz die traurige Geschichte seiner Jugend und seiner Entscheidung, dem Maquis beizutreten. Dann erklärt er frei heraus, dass er kein Interesse daran hat, Tuvok besser kennenzulernen oder sein Freund zu werden.
Später führt Tuvok eine weitere Übung im Frachtraum durch. Aufgrund der Fehlfunktionen werden er und seine Schüler plötzlich darin eingeschlossen. Der Doktor findet unterdessen heraus, dass sich die Viren durch ein simuliertes Fieber abtöten lassen. Die Gelpacks funktionieren danach wieder normal. Janeway weist daraufhin Chefingenieurin B’Elanna Torres an, die Energie des Warp-Kerns zu nutzen, um die Temperatur auf dem gesamten Schiff so weit zu erhöhen, dass alle Viren eingehen.
Tuvok sucht nach einem Weg, um den Frachtraum wieder zu verlassen. Gerron soll überprüfen, ob eine Kontrollkonsole im zweiten Stock des Raums noch funktioniert. Kurz darauf explodiert aufgrund von Torres’ Modifikationen eine Plasmaleitung. Der Frachtraum füllt sich schnell mit giftigem Gas. Tuvok befiehlt die sofortige Flucht durch eine Jefferies-Röhre. Gerron hat durch die Explosion das Bewusstsein verloren. Dalby will ihn nicht zurücklassen, doch Tuvok zwingt ihn, in die Jefferies-Röhre zu gehen und meint, es sei manchmal notwendig, wenige zu opfern, um viele zu retten. Er folgt Dalby jedoch nicht, sondern versucht, Gerron allein zu retten. Er schleppt ihn in die Nähe der Jefferies-Röhre, verliert dann aber durch das Gas selbst das Bewusstsein. Der Doktor meldet unterdessen der Brücke, dass die Infektion überstanden ist. Alle Schiffssysteme funktionieren wieder normal. Dalby, Henley und Chell haben inzwischen die Jefferies-Röhre verlassen und brechen die Tür des Frachtraums von außen gewaltsam auf. Gemeinsam bringen sie Gerron und Tuvok in Sicherheit. Sie sind beeindruckt von Tuvoks selbstlosem Versuch, Gerron zu retten. Er meint dazu, dass es manchmal notwendig sei, die Regeln zu beugen. Dalby antwortet daraufhin, wenn Tuvok lernen kann, Regeln zu beugen, dann könne er auch lernen, sie zu befolgen.

## Verbindungen zu anderen Star-Trek-Produktionen
Die bioneuralen Gelpacks der Voyager waren bereits im Pilotfilm Der Fürsorger erwähnt worden, sind aber in Erfahrungswerte erstmals zu sehen.
Einige Elemente aus dieser Folge wurden in späteren Star-Trek-Produktionen wieder aufgegriffen:
- In Folge 6.20 (Der gute Hirte) von Star Trek: Raumschiff Voyager aus dem Jahr 2000 wird noch einmal eine ähnliche Geschichte erzählt. Auch hier muss sich ein Führungsoffizier (Janeway) um eine Gruppe von unangepassten Besatzungsmitgliedern kümmern.
- In Folge 4.01 (Twovix) der animierten Serie Star Trek: Lower Decks aus dem Jahr 2023 wird der Brill-Käse noch einmal genutzt, um die Gelpacks der inzwischen zum Museumsschiff umgebauten Voyager lahmzulegen und so die Kontrolle über das Schiff zurückzuerlangen.

## Produktion

### Drehbuch
Das Drehbuch stammt von Ronald Wilkerson und Jean Louise Matthias, die bereits Folge 7.15 (Beförderung) von Raumschiff Enterprise – Das nächste Jahrhundert geschrieben hatten, die sich ebenfalls um eine Gruppe von rangniederen Besatzungsmitgliedern eines Raumschiffs abseits der Hauptbesetzung dreht. Die Geschichte um die unangepassten Maquis-Mitglieder geht auf Matthias zurück und war ursprünglich nur als Nebenhandlung geplant; Wilkerson war aber überzeugt, dass dies die Haupthandlung sein sollte. Die Idee, dass Neelix’ Käse die Fehlfunktionen verursacht, stammt von Story Editor Kenneth Biller.

### Darsteller
Derek McGrath spielte Chell noch einmal in Folge 7.04 (Verdrängung) von Star Trek: Raumschiff Voyager.
Thomas Dekker spielte Henry Burleigh noch einmal in Folge 2.08 (Rätselhafte Visionen) von Star Trek: Raumschiff Voyager. Er hatte zuvor bereits Thomas Picard im Spielfilm Star Trek: Treffen der Generationen verkörpert. Er spielte später noch Titus Rikka in zwei Folgen von Star Trek: Picard.
Lindsey Haun spielte Beatrice Burleigh noch einmal in Folge 2.08 (Rätselhafte Visionen) von Star Trek: Raumschiff Voyager. Sie spielte außerdem Belle in Folge 3.22 (Das wirkliche Leben) von Star Trek: Raumschiff Voyager.

### Kostüme
Die grauen Sternenflotten-Trainingsuniformen sind hier zum ersten Mal zu sehen. Sie ähneln sehr stark anderen Varianten, die in späteren Folgen von Star Trek: Raumschiff Voyager als Felduniformen und Unterbekleidung von Raumanzügen dienen.

## Rezeption
Keith DeCandido bewertete Erfahrungswerte 2020 auf tor.com als eine leicht unterdurchschnittliche Folge von Star Trek: Raumschiff Voyager. Er kritisierte, dass die hier gezeigten Probleme bei der Integrierung der früheren Maquis-Mitglieder viel eher in der ersten Staffel hätten gezeigt werden müssen. Er merkte auch an, dass zuvor bereits wichtige Nebenfiguren über mehrere Folgen hinweg eingeführt worden waren. In dieser Folge stehen hingegen vier Figuren im Mittelpunkt, die vorher noch nie zu sehen waren und bis auf eine Ausnahme auch nachher nie wieder auftreten. Sehr problematisch fand DeCandido, dass die Folge Tuvoks Vergangenheit völlig ignoriert. Dieser war auf Chakotays Maquis-Schiff als Spion eingeschleust worden – er müsste also mit den vier Leuten, um die er sich kümmern soll, bereits vertraut sein. Tuvoks Trainingsprogramm fand DeCandido ganz in Ordnung, das Ende der Geschichte jedoch recht schwach, denn dass eine unerwartete Tat von Tuvok reichen soll, um aus Dalby und den anderen gute Offiziere zu machen, erschien ihm unglaubwürdig. Die Nebenhandlung um Neelix’ Käse, der die Gelpacks krank macht, gefiel DeCandido.